# Burn (canción de Ellie Goulding)
«Burn» —en español: quemar— es una canción interpretada por la Cantautora Ellie Goulding de su álbum Halcyon Days (2013), la reedición de su segundo álbum de estudio, Halcyon (2012). La canción fue escrita por Ryan Tedder, Goulding, Greg Kurstin, Noel Zancanella y Brent Kutzle, mientras que la producción fue manejada por Kurstin y producción vocal fue hecha por Tedder. Fue lanzado el 5 de julio de 2013 como el primer sencillo del EP. La canción fue grabada originalmente por el cantante Leona Lewis para su tercer álbum de estudio, Glassheart (2012), pero fue desechada en última instancia.
Tras su lanzamiento, «Burn» fue recibida con una respuesta mixta de los críticos de música, que elogiaron como "pegajoso" y la señalaron como una de las canciones más amigables de la radio realizadas por Goulding hasta la fecha, mientras que otros consideraron que no era memorable. Ganó Goulding su primer sencillo número uno en la lista de sencillos del Reino Unido, vendiendo 116,857 copias en su primera semana y manteniéndose en la cima de la lista durante tres semanas consecutivas. El tema alcanzó un éxito similar a nivel internacional, alcanzando la lista de los diez primeros en países como Australia, Austria, Bélgica, Alemania, Irlanda, Italia, Nueva Zelanda y Suecia, así como el número trece en la lista Billboard Hot 100.
El video musical fue dirigido por Mike Sharpe y representa a Goulding en un campo vacío cantando y bailando con sus amigos. Goulding promovió el sencillo en varios programas de televisión, incluyendo The X Factor, The Ellen DeGeneres Show, La Voz y Late Show con David Letterman. "Burn" fue nominado para el mejor Sencillo Británico del Año y Video Británico del Año en los Brit Awards de 2014.

## Antecedentes y producción
«Burn» fue grabado originalmente por la cantante inglesa, Leona Lewis para su tercer álbum de estudio, Glassheart de 2012, pero con el tiempo fue omitido de la lista final del álbum.

## Recepción

### Comentarios de la crítica
«Burn» ha recibido críticas mixtas a positivas, de los críticos de la música. Sam Lansky de Idolator escribió: 

...en comparación con la versión original de Lewis, la voz "distintiva" de Goulding hace que la canción suene más "Trippier" y más etéreo [...] tal vez el factor más dominante que ha tenido desde «Lights».

Lewis Corner de Digital Spy, dio a la pista cuatro de cinco estrellas, y dijo: 

"La voz de Goulding, también se desliza por encima de el resplandor dream-pop, teniendo un efecto auditivo y agradable".

A pesar de alabar la voz de Goulding como "angelical y etérea", Amy Sciarretto de PopCrush, calificó la canción con tres estrellas de cinco, diciendo: 

"Mientras que «Burn» es sin duda atractivo, no es la pista más memorable de la cantante hasta la fecha."

Sciarretto concluyó que "no suena como la vía fundamental que elevará su carrera aún más en el mundo de la radio convencional, pero sus fans, sin dudarlo lo aman".
Joe Bruto de Rolling Stone dio a la canción dos y media de cinco estrellas y la apodó "una rebanada completamente inofensiva, que pone las manos en el aire del pop británico...".

## Lista de canciones
| Reino Unido — Descarga digital (Remix EP) |                                   |          |  |
| N.º                                       | Título                            | Duración |  |
| 1.                                        | «Burn»                            | 3:51     |  |
| 2.                                        | «Burn» (Tiësto's Club Life Remix) | 5:17     |  |
| 3.                                        | «Burn» (Mat Zo Remix)             | 6:42     |  |
| 4.                                        | «Burn» (Maths Time Joy Remix)     | 4:10     |  |

| Alemania — Sencillo en CD |                         |          |  |
| N.º                       | Título                  | Duración |  |
| 1.                        | «Burn»                  | 3:48     |  |
| 2.                        | «Hearts Without Chains» | 3:45     |  |

## Posicionamiento en listas y certificaciones
| Lista (2013)                          | Mejor posición |
| ------------------------------------- | -------------- |
| Alemania (Offizielle Deutsche Charts) | 4              |
| Australia (ARIA)                      | 6              |
| Austria (Ö3 Austria Top 40)           | 4              |
| Bélgica (Flandes) (Ultratop 50)       | 3              |
| Bélgica (Valonia) (Ultratop 50)       | 8              |
| Canadá (Canadian Hot 100)             | 14             |
| Croacia (Airplay Radio Chart)         | 4              |
| Dinamarca (Tracklisten)               | 15             |
| Escocia (The Official Charts Company) | 1              |
| Eslovaquia (Rádio Top 100)            | 2              |
| España (Top 100 Canciones)            | 10             |
| Estados Unidos (Billboard Hot 100)    | 13             |
| Estados Unidos (Mainstream Top 40)    | 3              |
| Finlandia (OFC)                       | 4              |
| Francia (SNEP)                        | 9              |
| Hungría (Rádiós Top 40)               | 1              |
| Hungría (Single Top 40)               | 15             |
| Irlanda (IRMA)                        | 2              |
| Israel (Media Forest)                 | 7              |
| Italia (FIMI)                         | 1              |
| Japón (Japan Hot 100)                 | 88             |
| Noruega (VG-lista)                    | 2              |
| Nueva Zelanda (Recorded Music NZ)     | 7              |
| Países Bajos (Dutch Top 40)           | 7              |
| Reino Unido (UK Singles Chart)        | 1              |
| República Checa (Rádio Top 100)       | 3              |
| Suecia (Sverigetopplistan)            | 3              |
| Suiza (Schweizer Hitparade)           | 5              |

| País          | Organismo certificador | Certificación | Ventas  | Ref.   |
| ------------- | ---------------------- | ------------- | ------- | ------ |
| Australia     | ARIA                   | 2× Platino    | 140 000 | [ 39 ] |
| Italia        | FIMI                   | Platino       | 30 000  | [ 40 ] |
| Nueva Zelanda | RIANZ                  | Oro           | 7 500   | [ 41 ] |
| Reino Unido   | BPI                    | Oro           | 400 000 | [ 42 ] |
| Suecia        | IFPI (Suecia)          | Platino       | 40 000  | [ 43 ] |

### Sucesión en listas
| Predecesor: «We Can't Stop» de Miley Cyrus | UK Singles Chart — Sencillo número uno 18 de agosto de 2013 — 7 de septiembre de 2013     | Sucesor: «Roar» de Katy Perry          |
| Predecesor: «Royals» de Lorde              | Top Digital Download — Sencillo número uno 31 de octubre de 2013 — 7 de noviembre de 2013 | Sucesor: «Stardust» de Mika con Chiara |

## Historial de lanzamientos
| País           | Fecha                | Formato          |
| -------------- | -------------------- | ---------------- |
| Australia      | 5 de julio de 2013   | Descarga digital |
| Austria        | 5 de julio de 2013   | Descarga digital |
| Bélgica        | 5 de julio de 2013   | Descarga digital |
| Brasil         | 5 de julio de 2013   | Descarga digital |
| Dinamarca      | 5 de julio de 2013   | Descarga digital |
| Japón          | 5 de julio de 2013   | Descarga digital |
| Nueva Zelanda  | 5 de julio de 2013   | Descarga digital |
| Noruega        | 5 de julio de 2013   | Descarga digital |
| Portugal       | 5 de julio de 2013   | Descarga digital |
| España         | 5 de julio de 2013   | Descarga digital |
| Suiza          | 5 de julio de 2013   | Descarga digital |
| Canadá         | 22 de julio de 2013  | Descarga digital |
| Estados Unidos | 22 de julio de 2013  | Descarga digital |
| Reino Unido    | 24 de julio de 2013  | Mainstream Radio |
| Alemania       | 9 de agosto de 2013  | Sencillo en CD   |
| Irlanda        | 9 de agosto de 2013  | Descarga digital |
| Reino Unido    | 11 de agosto de 2013 | Descarga digital |